# Copestylum macrorhinum
Copestylum macrorhinum är en tvåvingeart som först beskrevs av Jacques-Marie-Frangile Bigot 1875.  Copestylum macrorhinum ingår i släktet Copestylum och familjen blomflugor. Inga underarter finns listade i Catalogue of Life.